# Värne
Värne is een plaats in de gemeente Eksjö in het landschap Småland en de provincie Jönköpings län in Zweden. De plaats heeft 124 inwoners (2005) en een oppervlakte van 25 hectare.